# К. В. Керам
Курт Вилхелм Марек (на немски: Kurt Wilhelm Marek), известен с псевдонима си К. В. Керам (C. W. Ceram), е германски журналист и автор на научнопопулярни книги по археология,

## Биография
През Втората световна война служи в ротите за пропаганда на Вермахта, изпратен е на фронта и е ранен.
През 1945-1952 г. е редактор в германското издателство „Роволт“.
През 1954 г. със съпругата си емигрира в САЩ. През 1971 г. семейството се завръща в Германия.

## Творчество
През 1949 година пише най-известната си книга – „Богове, гробници и учени“ (Götter, Gräber und Gelehrte), класически летопис на историческото развитие на археологията, преведена на 28 езика и общ тираж над 5 милиона екземпляра. В нея Керам описва увлекателни истории за известни археолози и изследователи и вълнуващите находки при разкопките в Троя и Микена, затвърждаващи хипотезата, че Омировият епос е достоверен исторически източник; както и за откритията, свързани с древните цивилизации в Египет, Месопотамия и Централна Америка.
За себе си през 1957 година Керам казва: „Не съм учен, а писател, представящ, доколкото му се удава, развитието на науката чрез литературната доктрина: това е реалността, видяна през погледа на темперамента.“